# Cmentarz ewangelicki w Braniewie
Cmentarz ewangelicki w Braniewie – zabytkowy cmentarz gminy ewangelickiej w Braniewie, założony 1 czerwca 1782 roku, zlikwidowany w 1969 roku.

## Powstanie i historia cmentarza
Wskutek I rozbioru Polski w 1772 Braniewo znalazło się w granicach Królestwa Prus. W mieście utworzono garnizon wojskowy. Wojskowi i urzędnicy przysyłani z zewnątrz stanowili główny trzon powstającej gminy ewangelickiej w Braniewie. Religijną posługę dla w większości ewangelickich oficerów i żołnierzy sprawowali przysyłani wraz z wojskiem kapelani.
Na podstawie rozporządzenia króla Fryderyka II nabożeństwa protestanckie sprawowano w miejskim ratuszu, w dużej sali posiedzeń na pierwszym piętrze. W 1784 gmina ewangelicka poprosiła o zgodę na przebudowę dawnego ratusza Nowego Miasta na kościół. 1 stycznia 1786 nastąpiło otwarcie tej nowej świątyni uroczystą mszą św. Dla wojska nabożeństwa odbywały się do południa, a dla ludności cywilnej w godzinach popołudniowych (własny kościół gmina ewangelicka wybudowała dopiero w latach 1830–1838). W 1782 wybudowano również nowy budynek szkoły elementarnej do nauki dzieci rodzin ewangelickich.
1 czerwca 1782 roku gmina ewangelicka zyskała w mieście też własny cmentarz, gdyż do tej pory zmarłych chowano na cmentarzu w oddalonym o około 6 km Gronowie. Burmistrz porządkowy miasta Velhagen oddał gminie ewangelickiej od dawna nieużywany cmentarz przy szpitalu św. Jerzego. W XIX wieku na cmentarzu wybudowano kaplicę pogrzebową. Cmentarz ten funkcjonował w tym miejscu do 1945 roku. Po II wojnie światowej był nieużytkowany, niszczał i znaczna jego część została zlikwidowana. Ostały się tylko nieliczne groby znajdujące się na terenie parafii prawosławnej (kaplicę na cmentarzu w 1949 zaadaptowano na cerkiew prawosławną).
Do wojewódzkiej ewidencji zabytków pod numerem Z-79 wpisane zostały: cmentarz po wschodnie stronie ul. 9 Maja (tj. pomiędzy ul. 9 Maja i Wspólną) oraz cmentarz po zachodniej stronie ul. 9 Maja.

## Lapidarium
Parafia prawosławna w Braniewie postanowiła uczcić miejsce po byłym cmentarzu ewangelickim zlikwidowanym w 1969 roku. W 1972 część tego cmentarza, znajdująca się przy samej cerkwi, została przekazana parafii prawosławnej. W latach 90. XX w. teren został ogrodzony, a fragmenty zniszczonych nagrobków złożono w jednym miejscu. Decyzją proboszcza wybudowana została mała kapliczka, w której centralnym miejscu umieszczono granitową tablicę informującą o pochowanych tu ewangelikach. Obok kaplicy w formie lapidarium umieszczone są nieliczne ocalałe elementy płyt nagrobnych z dawnych mogił.
26 czerwca 2015, z inicjatywy miejscowego popa ks. Witalisa Leończuka, na terenie byłego cmentarza ewangelickiego zostało otwarte lapidarium. W uroczystym odsłonięciu uczestniczyli obecni mieszkańcy i włodarze miasta, duchowieństwo oraz 25-osobowa delegacja z Niemiec składająca się z byłych mieszkańców Prus Wschodnich.

## Galeria zdjęć

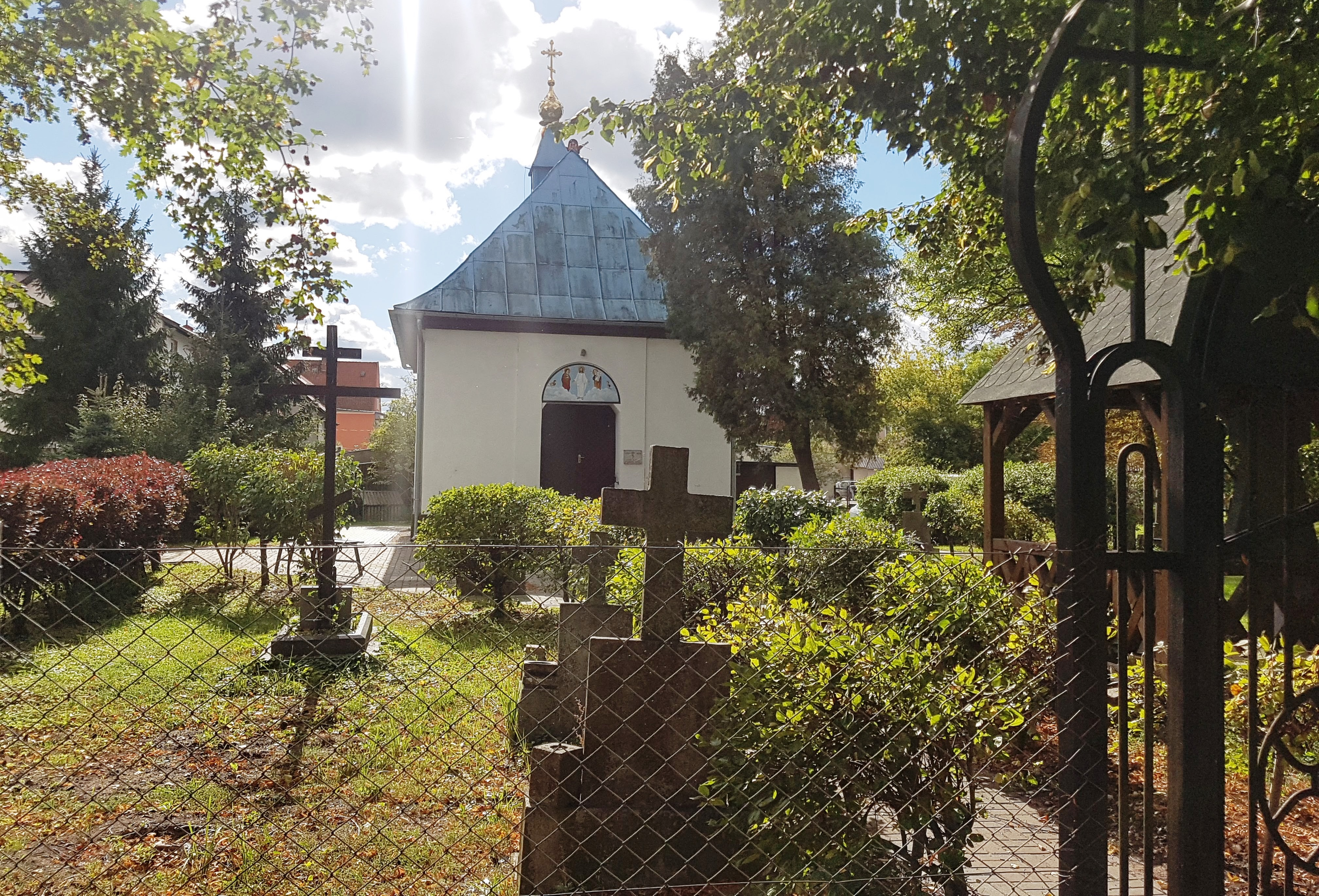
Zachowane groby, w tle cerkiew
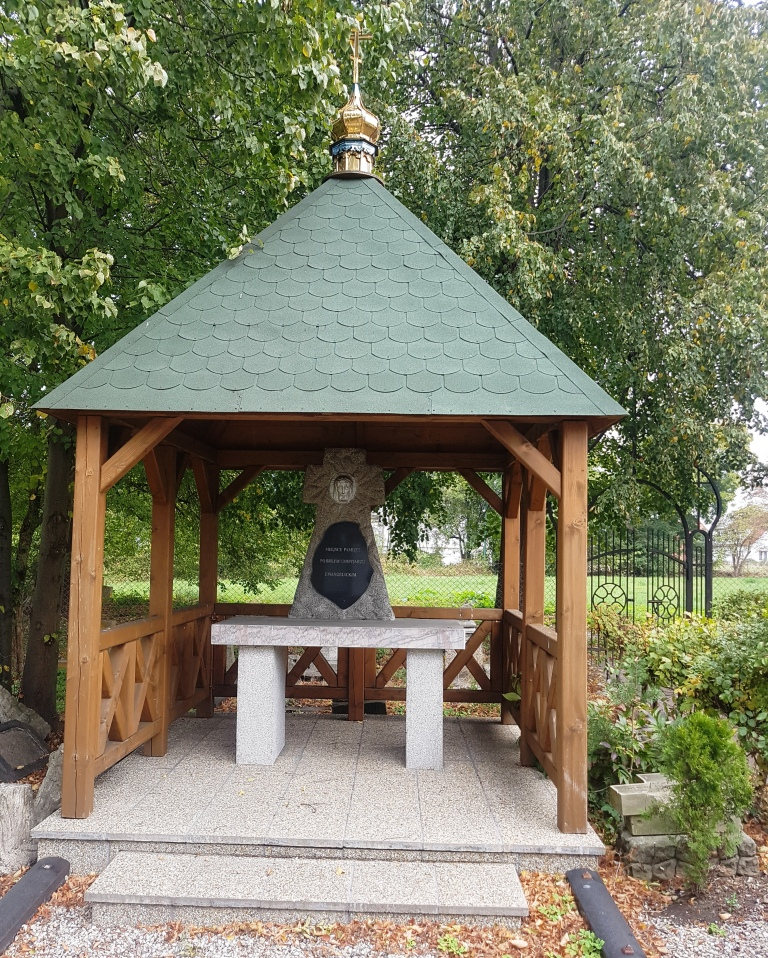
kapliczka pamięci tu pochowanych
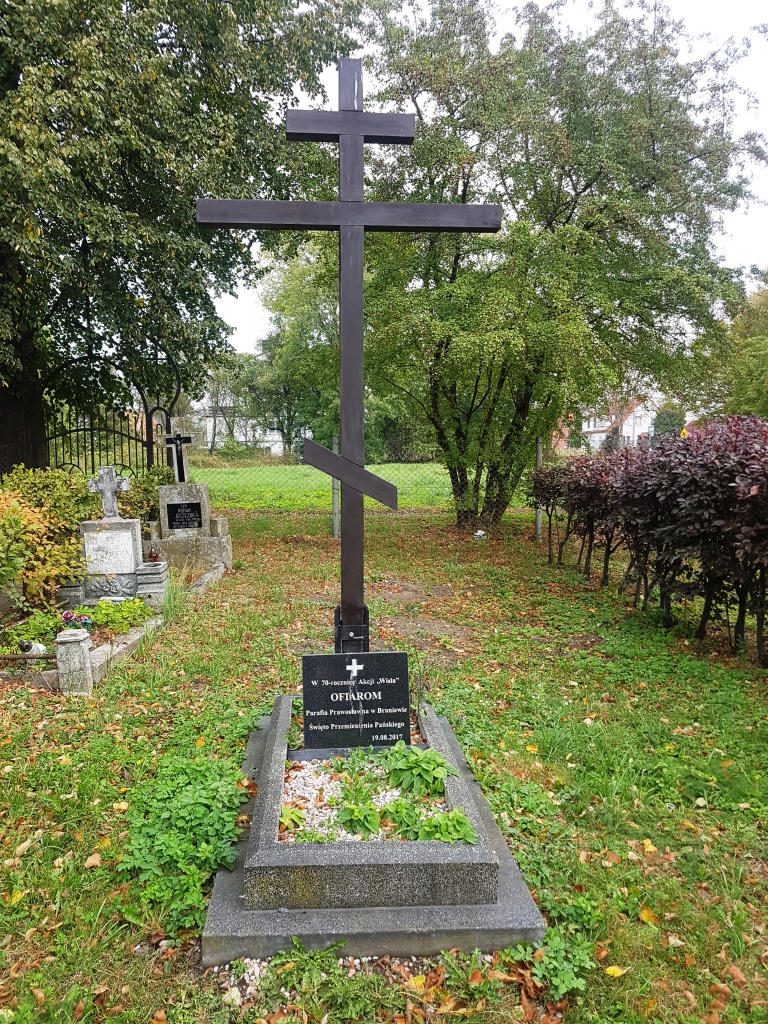
Krzyż prawosławny na cmentarzu
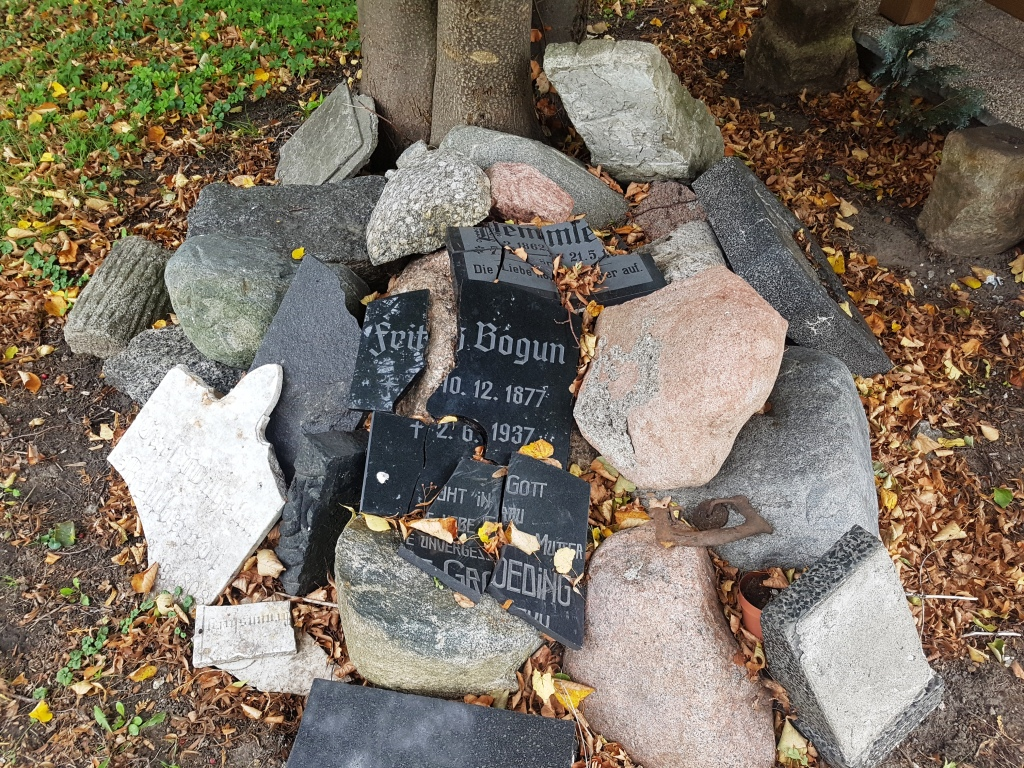
Ocalałe fragmenty płyt nagrobnych